# 1436年
| 千纪： | 2千纪 |
| 世纪： | 14世纪 \| 15世纪 \| 16世纪                                                                                 |
| 年代： | 1400年代 \| 1410年代 \| 1420年代 \| 1430年代 \| 1440年代 \| 1450年代 \| 1460年代                           |
| 年份： | 1431年 \| 1432年 \| 1433年 \| 1434年 \| 1435年 \| 1436年 \| 1437年 \| 1438年 \| 1439年 \| 1440年 \| 1441年 |
| 纪年： | 丙辰年（龙年）；明正统元年；越南紹平三年；日本永享八年                                                     |

## 大事记
- 中國
  - 明英宗下詔重修紫禁城。
- 欧洲
  - 法王查理七世收復巴黎。
  - 7月5日——胡斯战争结束。
  - 8月14日——西吉斯蒙德被选为波西米亚国王。

## 出生
- 6月6日——约翰·缪勒，天文学家（1476年逝世）
- 楊春（新都）